# Nørre Broby Sogn
Nørre Broby Sogn ist eine Kirchspielsgemeinde (dän.: Sogn)
auf der Insel Fyn (dt.: Fünen) im südlichen Dänemark.
Bis 1970 gehörte sie zur Harde Sallinge Herred im damaligen Svendborg Amt, danach zur Broby Kommune im
Fyns Amt, die im Zuge der  Kommunalreform zum 1. Januar 2007 in der
Faaborg-Midtfyn Kommune in der Region Syddanmark aufgegangen ist.
Im Kirchspiel leben 2012 Einwohner, davon 1479 im Kirchdorf (Stand: 1. Januar 2023).

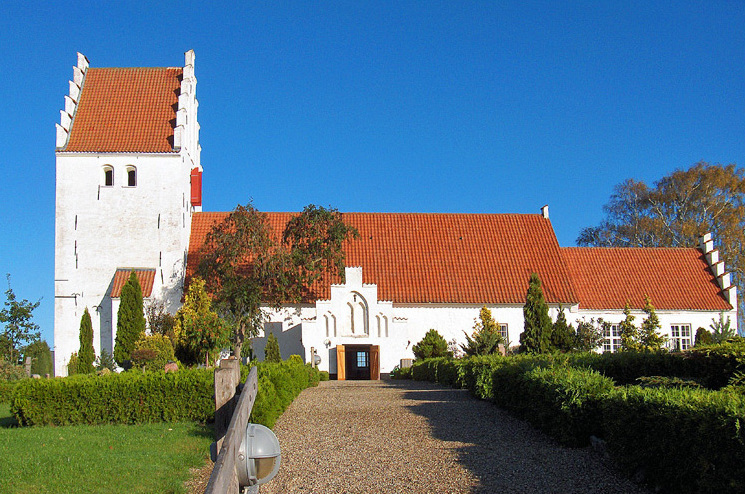
Nørre Broby kirke

Im Kirchspiel liegt die Kirche „Nørre Broby Kirke“.
Nachbargemeinden sind im Osten Vejle Sogn und im Süden Sønder Broby Sogn, ferner in der nordwestlich benachbarten Assens Kommune im Westen Hårby Sogn und Køng Sogn und im Norden Verninge Sogn.

## Persönlichkeiten
- Johannes Vinther (1893–1968), Turner
- Nina Smith (* 1955), Ökonomin und Hochschullehrerin